# 애플민트
애플민트(영어: apple mint, pineapple mint, woolly mint 또는 round-leafed mint, Mentha suaveolens)는 꿀풀과의 박하속(민트)에 속하는 식물이다. 허브의 일종으로 사과향이 난다고 해서 붙여진 이름이다.

## 쓰임새
사과와 박하를 섞어놓은 듯 순하고 상큼한 향이 난다. 특히 유럽에서는 고기요리에 자주 쓰이는 허브이며 생선이나 달걀요리의 향료나 소스, 젤리, 식초 등을 만들 때 주로 쓰인다. 잎으로는 차를 만들어 마시기도 한다.
차로 만들어 먹으면 불면증에 도움이 된다.